# Илулиссат-Исфьорд
Эта статья — о фьорде Западной Гренландии. О фьорде Восточной Гренландии см. Исфьорд.
Илулиссат-Исфьорд (дат. Ilulissat Isfjord, гренл. Ilulissat Kangerlua) — фьорд в коммуне Каасуитсуп (Гренландия). Единственный фьорд Северной Америки, включённый в Список объектов всемирного наследия ЮНЕСКО (в 2004 году).

## Описание
Фьорд является частью залива Диско, который в свою очередь является частью Моря Баффина. Его длина составляет 40 км, ширина — 5—10 км, площадь — 402,4 км², оканчивается фьорд примерно в 40 км от границ Гренландского ледяного щита. В северо-западной части фьорда расположен третий по величине город Гренландии — Илулиссат, «туристическая столица Гренландии». Оканчивается фьорд ледником Якобсхавн — самым активным ледником Северного полушария планеты. Его площадь составляет 110 000 км², толщина льда — около 2 км, он производит около 10 % всех айсбергов Гренландии, обрушивая во фьорд более 35 км³ льда ежегодно. Некоторые куски льда имеют в поперечнике более километра, поэтому они, естественно, не могут держаться на плаву, закрепляясь на дне фьорда и не тая годами. Таким образом, фьорд Илулиссат всегда почти полностью покрыт льдом, что отражено в его названии: дат. Isfjord — «ледяной фьорд». Чтобы проделать путь в 40 км от конца фьорда до выхода в залив Диско, отколовшемуся от ледника куску льда требуется 12—15 месяцев. Дальше эти айсберги плывут на юг, достигая 45-й и даже 40-й параллели северной широты.
Фьорд богат рыбой, в частности, там в заметных количествах добывают палтуса и креветок.
В 2012 году Илулиссат-Исфьорд был показан в документальной американской ленте «В погоне за ледниками».